# Kaszó
Kaszó là một thị trấn thuộc hạt Somogy, Hungary. Thị trấn này có diện tích 22,48 km², dân số năm 2010 là 112 người, mật độ 5 người/km².